# Walter Hollitscher
Walter Hollitscher (* 16. Mai 1911 in Wien; † 6. Juli 1986 ebenda) war ein österreichischer Philosoph, Marxist, Volksbildner, Publizist und Psychoanalytiker.

## Leben
Walter Hollitscher wurde als jüngster Sohn in ein großbürgerliches Wiener Elternhaus 1911 geboren und bald darauf evangelisch (helvetischer Konfession) getauft. Nach der Trennung der Eltern zog sein Vater mit ihm nach Prag. So lebte er mit seinem wieder verheirateten Vater in Prag und besuchte die ebenso wieder verheiratete Mutter zur Sommerzeit in Berlin. Das Werk von Karl Kraus Die letzten Tage der Menschheit bewegten Hollitscher nachhaltig. Wie er selbst sagte; „antagonisierte mich Karl Kraus gegen die Bürgerwelt“. 1925 schloss sich Hollitscher als Mittelschüler in Prag der kommunistischen Bewegung an. 1929 legte er in Arnau an der Elbe das Abitur ab und begann im gleichen Jahr das Studium der Biologie, Medizin und Philosophie an der Universität Wien. In Wien wurde er im gleichen Jahr Mitglied der KPÖ und freundete sich mit profilierten Intellektuellen wie Ernst Fischer und Elias Canetti an. 1933 promovierte er an der Wiener Universität mit einer von Moritz Schlick und Robert Reininger begutachteten Arbeit "Über Gründe und Ursachen des Streites um das Kausalprinzip in der Gegenwart". Ebenso legte Hollitscher das Staatsexamen für Psychologie sowie für Psychoanalyse ab. Nach der Annexion Österreichs durch das nationalsozialistische Deutschland musste Hollitscher emigrieren, zuerst nach Zürich, dann nach London, wo er – unter anderem als Vizepräsident des Austria Centre – bis 1945 lebte.
Im Oktober 1945 kehrte Hollitscher nach Österreich zurück und war Mitarbeiter in der Wiener Volksbildung und des Instituts für Wissenschaft und Kunst. 1949 folgte er einem Ruf in die DDR an die Berliner Humboldt-Universität, wo er bis 1953 als Ordinarius für Logik und Erkenntnistheorie und erster Direktor des philosophischen Instituts wirkte. Hollitscher wurde inhaftiert und aus der DDR ausgewiesen. Ingeborg Rapoport verdächtigte Robert Havemann, an einer Intrige beteiligt gewesen zu sein, die dazu geführt habe.
Hollitscher war mit Paul Feyerabend befreundet. Dieser führt seine philosophische „Bekehrung“ vom Positivismus zum Realismus auf Hollitscher zurück.
Nach seiner Rückkehr nach Wien wurde Hollitscher Wissenschaftskonsulent der KPÖ. Vom 19. Parteitag im Mai 1965 bis zum 23. Parteitag im Dezember 1977 war Hollitscher Mitglied des Zentralkomitees der KPÖ. In den Jahren der Parteikrise, der politisch-ideologischen Auseinandersetzung mit dem Revisionismus durch Ernst Fischer und Franz Marek zählte er mit Ernst Wimmer zum Herausgeberkreis der Streitschrift Neue Politik. Von 1965 bis ca. 1984 war Hollitscher alljährlich in mehrmonatigen Aufenthalten als Gastprofessor für philosophische Probleme der modernen Naturwissenschaften an der Universität Leipzig (damals Karl-Marx-Universität genannt) tätig. Dort wurde ihm 1971 die Ehrendoktorwürde verliehen. Hollitscher war ferner Kanzler des Internationalen Instituts für den Frieden, das seinen Sitz bis zu dessen Auflösung in Wien hatte. Walter Hollitscher starb am 6. Juli 1986 in Wien. Sein Grab ist im Urnenhain des Wiener Zentralfriedhofs zu finden.

## Ehrungen
- 1971 Ehrendoktorat für Philosophie der Karl-Marx-Universität zu Leipzig
- 1974 Leninmedaille vom Obersten Sowjet der UdSSR
- 1976 Stern der Völkerfreundschaft in Gold vom Ministerrat der Deutschen Demokratischen Republik

## Publikationen
Viele seiner Schriften sind in mehrere Sprachen übersetzt worden, seine Publikation Die Natur im Weltbild der Wissenschaft etwa in zehn.
- Über Gründe und Ursachen des Streites um das Kausalprinzip in der Gegenwart, 69 S. Wien, Phil. Diss.1934
- Report of the Committee for a Christmas to interned refugees, London: Dugdale & Marsland Ltd. 1941
- Notes on Education in Austria (compiled by R.F. Bayer and W. Hollitscher). Published by the Education Committee of the Free Austrian Movement in Great Britain, o. D. 1942

- Die Natur im Weltbild der Wissenschaft Wien, Globus Verlag 1960
- Die Entwicklung im Universum Berlin, Aufbau Verlag 1951
- Marxistische Religionssoziologie Wien 1967
- Aggression im Menschenbild Marx, Freud, Lorenz Frankfurt/Main Marxistische Blätter 1970
- Zur Kritik des zeitgenössischen Biologismus Berlin 1972
- Vom Nutzen der Philosophie und ihrer Geschichte Einleitungsvorlesung im Kursus über „Problemgeschichte und Geschichtsprobleme der europäischen Philosophie“, gehalten an der Abteilung für Wissenschaftstheorie des Instituts für Wissenschaft und Kunst in Wien, WS 1946/47. Wien Verlag Willy Verkauf 1947
- Über die Begriffe der psychischen Gesundheit und Erkrankung Eine wissenschaftslogische Untersuchung. Wien Gerold & Co 1947
- Jugoslawien im Aufbau Tagebuch einer Studienreise Wien Verlag der Österreichisch-Jugoslawischen Gesellschaft 1948
- Rassentheorie im Lichte der Wissenschaft Wien Verlag Willy Verkauf, Wien 1948
- Wissenschaftlich betrachtet 64 gemeinverständliche Aufsätze über Natur und Gesellschaft. Berlin Aufbau-Verlag 1951
- Wissenschaft und Sozialismus – heute und morgen Hg. von der KPÖ. Wien 1958
- Der Mensch im Weltbild der Wissenschaft Wien Globus-Verlag 1969
- Tierisches und Menschliches Essays Wien Globus-Verlag 1971
- Kain oder Prometheus? Zur Kritik des zeitgenössischen Biologismus Berlin Akademie-Verlag 1972
- Sexualität und Revolution Frankfurt/M. Verlag Marxistische Blätter 1972
- Grundbegriffe der marxistischen politischen Ökonomie und Philosophie Wien Globus-Verlag 1974
- Der überanstrengte Sexus Die so genannte sexuelle Emanzipation im heutigen Kapitalismus. Berlin Akademie-Verlag 1975
- Für und wider die Menschlichkeit Essays. Wien Globus-Verlag 1977
- Bedrohung und Zuversicht. Marxistische Essays Wien Globus-Verlag 1980
- Materie – Bewegung – kosmische Entwicklung Berlin Akademie-Verlag 1983 (unter Mitarbeit von Hubert Horstmann)
- Ursprung und Entwicklung des Lebens Berlin Akademie-Verlag 1984 (unter Mitarbeit von Rolf Löther)
- Lebewesen Mensch Berlin Akademie-Verlag 1985 (unter Mitarbeit von Rolf Löther)
- Die menschliche Psyche Berlin Akademie-Verlag 1983 (unter Mitarbeit von John Erpenbeck)
- Mensch und Gesellschaft Berlin Akademie-Verlag 1985 (unter Mitarbeit von Alfred Arnold)
- Naturbild und Weltanschauung Berlin Akademie-Verlag 1985 (unter Mitarbeit von Hubert Horstmann)
- Vorlesungen zur Dialektik der Natur Marburg Verlag Arbeit & Gesellschaft 1991

Des Weiteren viele hundert Essays, wissenschaftliche Abhandlungen und Zeitschriftenartikel: unter anderem Österreichisches Tagebuch, Die Woche, Österreichische Zeitung, (Österreichische) Volksstimme, Weg und Ziel, Internationale Dialogzeitschrift, Probleme des Friedens und des Sozialismus, Marxistische Blätter, Deutsche Zeitschrift für Philosophie.
Der Nachlass und die Bibliothek Walter Hollitschers werden in der Alfred-Klahr-Gesellschaft in Wien aufbewahrt.

## Einzelbelege
1. ↑  https://www.bundesstiftung-aufarbeitung.de/de/recherche/kataloge-datenbanken/biographische-datenbanken/walter-hollitscher
2. ↑  Ingeborg Rapoport: Meine ersten drei Leben. Verlag Neues Leben, Berlin 2021, ISBN 978-3-355-01904-0, S. 379–381.
Hans-Christoph Rauh: Verdächtigt. Gedemütigt. Ausgewiesen. In: Neues Deutschland. 14. Mai 2011, abgerufen am 12. April 2024.
3. ↑   Paul Feyerabend: Erkenntnis für freie Menschen. Suhrkamp, Frankfurt/M. 1980, S. 223f.

| Personendaten    | Personendaten                                            |
| ---------------- | -------------------------------------------------------- |
| NAME             | Hollitscher, Walter                                      |
| KURZBESCHREIBUNG | österreichischer Philosoph, Marxist und Psychoanalytiker |
| GEBURTSDATUM     | 16. Mai 1911                                             |
| GEBURTSORT       | Wien                                                     |
| STERBEDATUM      | 6. Juli 1986                                             |
| STERBEORT        | Wien                                                     |